# Santo Stefano di Camastra
Santo Stefano di Camastra (Santu Stèfanu di Camastra in siciliano) è un comune italiano di 4 356 abitanti della città metropolitana di Messina in Sicilia.
È un comune del Parco dei Nebrodi distante 100 km da Palermo e 130 km da Messina, quasi al confine con la città metropolitana di Palermo.

## Storia

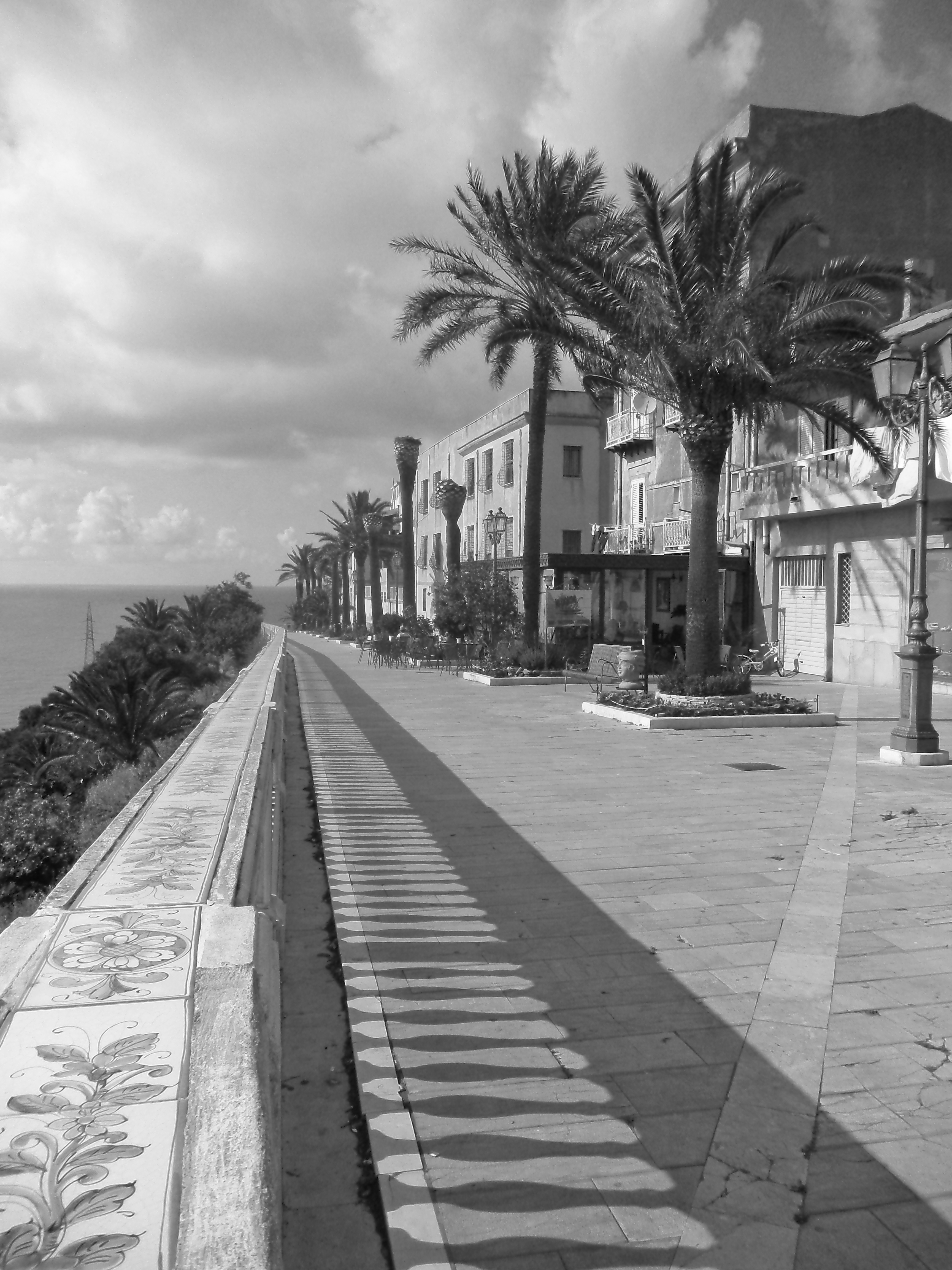
Il Viale delle Palme

Santo Stefano prende la propria denominazione dalla chiesa del monastero benedettino di S. Croce di Santo Stefano in Val Demone (santuario sorto in periodo normanno, meta di pellegrinaggi). Fino al 1682, data di una disastrosa frana, al nome di Santo Stefano si aggiunge quello "di Mistretta". L'appellativo "di Camastra" è stato assunto per onorare la memoria di Giuseppe Lanza, duca di Camastra, fautore della ricostruzione del nuovo centro
Il primo nucleo del casale si forma come aggregazione di un gruppo di vassalli e di villani che dipendono dal Monastero di S. Stefano. Per tutto il periodo in cui perdura nel suo stato giuridico di casale, è feudo ecclesiastico alle dipendenze dell'abbazia della SS. Trinità di Mileto fino al 1454 ed alla dipendenze dell'Abbazia di S. Anastasia di Castelbuono dal 1454 al 1683. Nel 1639 viene concesso il titolo di principe di S. Stefano di Mistretta ad Antonio Napoli, colpendo in tal modo il diritto di signoria dell'abbazia di S. Anastasia. Al titolo si aggiunge in particolar modo l'amministrazione dei beni del priorato di S. Anastasia, che prevede la possibilità di riscuotere le gabelle e l'acquisizione dell'esercizio dei diritti di baulia, catapania e dogana. Dal secolo XI, data della sua presunta edificazione, al XVII il casale mantiene la denominazione di Santo Stefano di Mistretta, ad indicare uno stretto legame al più importante centro di Mistretta. La denominazione perdura fino alla frana del 1682, dovuta agli ampi smottamenti di terra provocati da piogge torrenziali.
Rovinato il vecchio paese, il nuovo Centro abitato sorge nel 1683 per volontà del Duca di Camastra, sotto la cui signoria si trova ad essere. Il principe Giuseppe Lanza, duca di Camastra, e la principessa donna Maria Gomez de Silvera chiedono al Re la licentia aedificandi, che viene concessa il 30 marzo del 1683, dando vita ad un nuovo abitato dal caratteristico impianto urbanistico geometrico. Il disegno urbanistico fu dato dall'ingegnere militare Carlos de Grunenbergh, collaboratore del duca di Camastra e progettista di numerose fortificazioni in Sicilia. De Grunenbergh utilizzò uno schema che si presenta come un rombo circoscritto in un quadrato. Don Giuseppe Lanza da questo momento può fregiarsi anche del titolo di principe della Terra e Stato di S. Stefano di Mistretta. Il centro assume ufficialmente la denominazione di S. Stefano di Camastra a partire dal 1812, anno in cui in Sicilia viene promulgata la Costituzione e che segna l'inizio della storia dell'attuale comune.

### Simboli
Lo stemma e il gonfalone sono stati concessi con decreto del presidente della Repubblica del 24 gennaio 1979.
Il gonfalone è un drappo di bianco.

## Monumenti e luoghi d'interesse

### Architetture religiose
- Chiesa S. Giovanni
- Chiesa e Convento S. Antonio
- Chiesa del Calvario
- Chiesa madre di San Nicola di Bari
- Chiesa del Collegio di Maria
- Chiesa del Rosario
- Chiesa Maria SS di Pompei
- Chiesa Madonna della Grazie
- Chiesa Mercè
- Santuario del Letto Santo (Santa Croce)
- Chiesa di S. Antonio

### Altro
- Museo Civico (etnoantropologico)
- Museo della Ceramica Palazzo Trabia
- Palazzo Armao, antico palazzo settecentesco
- Fiumara d'arte
- Cimitero vecchio: sorge a poco meno di 2 km dal centro storico della cittadina, è situato tra filari di cipressi e accoglie quasi 100 tombe a forma di cippi rettangolari. Venne utilizzato tra il 1870 e il 1880, quando fu aperto il nuovo cimitero. Sulle tombe si possono contare circa 75 tipi di mattonelle, tutti con decori diversi. A causa del tempo trascorso, alcune piastrelle si staccarono e sul retro di queste, conservate all'interno del museo delle ceramiche di Palazzo Trabia, si possono leggere i nomi dei più vecchi artigiani del paese[6].
- Il muro di Federico, grande murale in ceramica, ideato da Totò Bonanno e collocato ad uno degli ingressi della città.

## Società

### Evoluzione demografica
Abitanti censiti

## Clima
| Santo Stefano di Camastra | Mesi | Mesi | Mesi | Mesi | Mesi | Mesi | Mesi | Mesi | Mesi | Mesi | Mesi | Mesi | Stagioni | Stagioni | Stagioni | Stagioni | Anno |
| Santo Stefano di Camastra | Gen  | Feb  | Mar  | Apr  | Mag  | Giu  | Lug  | Ago  | Set  | Ott  | Nov  | Dic  | Inv      | Pri      | Est      | Aut      | Anno |
| ------------------------- | ---- | ---- | ---- | ---- | ---- | ---- | ---- | ---- | ---- | ---- | ---- | ---- | -------- | -------- | -------- | -------- | ---- |
| T. max. media (°C)        | 14,2 | 14,7 | 16,0 | 18,5 | 22,7 | 26,7 | 29,6 | 30,1 | 27,4 | 23,1 | 19,0 | 15,7 | 14,9     | 19,1     | 28,8     | 23,2     | 21,5 |
| T. min. media (°C)        | 8,1  | 8,1  | 8,9  | 10,9 | 14,3 | 18,3 | 20,9 | 21,6 | 19,6 | 15,9 | 12,4 | 9,7  | 8,6      | 11,4     | 20,3     | 16,0     | 14,1 |
| Precipitazioni (mm)       | 70   | 57   | 46   | 38   | 22   | 7    | 6    | 14   | 39   | 83   | 68   | 76   | 203      | 106      | 27       | 190      | 526  |

## Eventi
Il 31 luglio del 2015 i ceramisti stefanesi espongono le loro famose Giare durante Expo2015 a Milano, riscuotendo un grande successo di pubblico e mediatico come documenta un lungo reportage di Alessio Ribaudo, inviato del Corriere della Sera. Il giornale milanese dedicherà ai maestri stefanesi anche una videointervista.
Il 7 agosto 2015, all'interno dello storico Palazzo Trabia, si è inaugurata la I Biennale Stefanese, alla quale hanno partecipato diversi artisti e maestri ceramisti. L'evento ha riscosso un notevole interesse da parte di visitatori e appassionati d'arte.

### Scuole
- Liceo artistico regionale Ciro Michele Esposito
- Istituto tecnico turistico e alberghiero Arcangelo Florena
- Scuola elementare e media statale Lombardo Radice

## Economia
È noto per la produzione di ceramiche artistiche e di terrecotte, ma produce inoltre olive, agrumi, ortaggi, legname e sughero. È praticata anche la pastorizia di ovini, bovini, caprini, equini, suini. Essendo un paese sul mare anche la pesca è praticata; inoltre è presente una zona industriale con varie aziende, oltre a quelle del settore della ceramica.

## Infrastrutture e trasporti

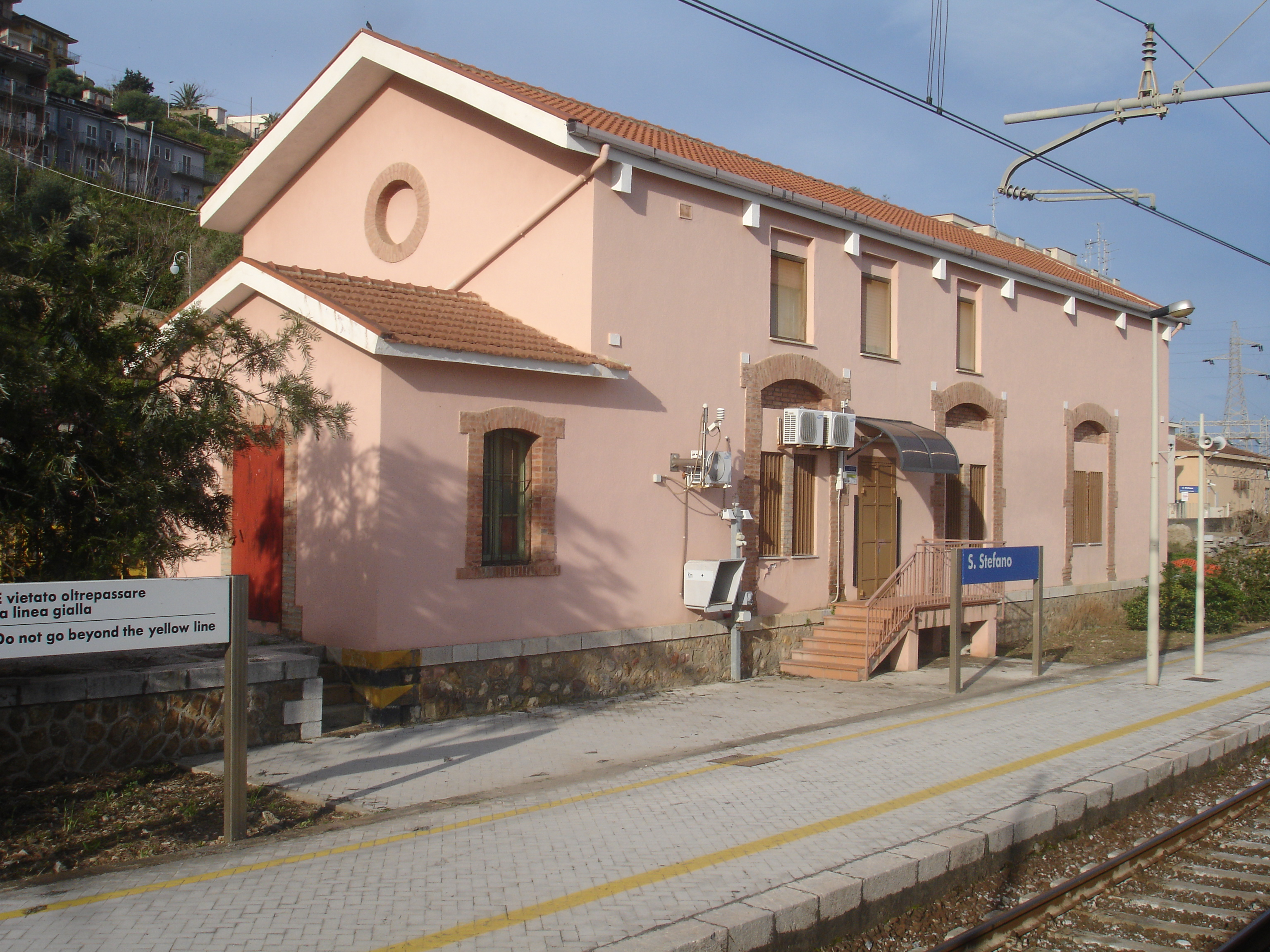
La stazione ferroviaria

È sede di una stazione ferroviaria sulla linea Palermo-Messina e di uno svincolo per l'autostrada A20 che collega Palermo con Messina. All'interno del centro abitato, da agosto 2011, è attivo un servizio di linea urbana con una navetta comunale che passa per tutte le strade e contrade del paese in cui ci sono le varie fermate.
La città è servita dalla stazione di Santo Stefano di Camastra-Mistretta.
Sono in corso le procedure per la costruzione di un porto turistico.
Il Comune è attraversato dalle seguenti direttrici stradali:
- Settentrionale Sicula

## Amministrazione
Di seguito è presentata una tabella relativa alle amministrazioni che si sono succedute in questo comune.
| Periodo          | Periodo          | Primo cittadino      | Partito                                | Carica  | Note   |
| ---------------- | ---------------- | -------------------- | -------------------------------------- | ------- | ------ |
| 24 giugno 1988   | 7 giugno 1993    | Luigi Famularo       | Partito Socialista Italiano            | Sindaco | [ 12 ] |
| 7 giugno 1993    | 1º dicembre 1997 | Luigi Famularo       | -                                      | Sindaco | [ 12 ] |
| 1º dicembre 1997 | 28 maggio 2002   | Luigi Famularo       | lista civica                           | Sindaco | [ 12 ] |
| 28 maggio 2002   | 15 maggio 2007   | Carmelo Re           | lista civica                           | Sindaco | [ 12 ] |
| 15 maggio 2007   | 8 maggio 2012    | Giuseppe Mastrandrea | lista civica                           | Sindaco | [ 12 ] |
| 8 maggio 2012    | 11 giugno 2017   | Francesco Re         | Lista civica "Santo Stefano nel cuore" | Sindaco | [ 12 ] |
| 11 giugno 2017   | 12 giugno 2022   | Francesco Re         | "Santo Stefano nel cuore"              | Sindaco | [ 12 ] |
| 12 giugno 2022   | in carica        | Francesco Re         | "Santo Stefano nel cuore"              | Sindaco | [ 12 ] |

### Altre informazioni amministrative
Il comune di Santo Stefano di Camastra fa parte delle seguenti organizzazioni sovracomunali: regione agraria n.7 (Colline litoranee del Tusa e del S.Stefano).